# 徳川従子
徳川 従子（とくがわ じゅうこ、寛政8年7月10日（1796年8月12日） - 天保15年1月24日（1844年3月12日））は、二条斉信の正室。水戸藩主・徳川治紀の三女。

## 経歴
- 寛政8年（1796年）、徳川治紀と側室の娘として誕生する。初名は偉姫、順姫。
- 文化8年（1811年）、二条斉信に嫁ぐ。
- 文化13年（1816年）、斉敬を出産。
- 文政2年（1819年）、広子を出産。
- 文政7年（1824年）、従三位に叙する。
- 天保15年（1844年）、死去。享年49。院号は順恭院。

## 一族
- 父：徳川治紀
- 夫：二条斉信
- 子：
  - 勉姫（1813年 - 1814年） - 院号・普門院
  - 男子（1814年 - 1815年） - 院号・菩提心院
  - 二条斉敬（1816年 - 1878年）
  - 受益麿（1817年 - 1818年） - 院号・明法心院
  - 二条広子（1819年 - 1875年） - 有栖川宮幟仁親王御息所
  - 房子（1821年 - 1884年） - 大谷光沢猶子、亀山本徳寺の昭順室